# آشفتاری روانی
آشفتاری روانی (به انگلیسی Mental Disorder)  یا بیماری روانی (به انگلیسی Mental illness) که سابقا اختلال روانی هم نامیده می شد مفهومی  اساسی در روانشناسی ناهنجاری است.  آشفتاری روانی یا شوفتاری به مجموعه نشانه های رفتاری ، شناختی ، هیجانی در فرد اطلاق می شود که طی آن در جنبه های مختلف زندگی مانند جنبه روانی، زیستی ، هازمانی و فرهنگی  و معنوی اشفتگی ایجاد ی کند.

## هدارش آشفتاری
برای  اطلاق هِدارش یا تعریف آشفتاری به یک وضعیت ذهنی  باید ویژگی های زیر را دارا باشد:

### رنج درون آختی
رنج درون آختی ( Subjective Distress) اولین برسنجه است. یک رفتار برای این که آشفته برشمرده شود  باید باعث رنج و ناراحتی شدید خود آن شخص شود. چه بسا که فرد از نظر دیگران سالم به نظر آید اما از درون ممکن است دچار ناراحتی ، درد عاطفی ، آسیمگب ، غم بد خوابی ، بی اشتهایی یا انواع درد های جسمی باشد.

### کژکارکردی
کژکارکردی (ِDysfunction) به این معناست که رفتار مورد نظر باید نماینگر نابسامانی در فرآیند های روانشناختی ، زیست شناختی یا رشدی فرد باشد. رفتار آشفته معمولا عملکرد روزمره ی فرد در زندگی را از او می گیرد. و به همین دلیل می تواند موجب رنج شود. رنج و کژکارکردی دست در دست هم دارند و  می توانند یکدیگر را سبب شوند.

## شوندشناسی

### علتهای روانشناختی
از پی آور های روانی می توان به موارد زیر اشاره کرد:
- نشخوار
- روابط خانوادگی بد
- هیجان های ناخوش ایند
- بیش به کار گیری سازوکار های دفاعی
- شناخت های

### علت های زیست شناختی
- میانجی های پیانی
- تراونده های پیانی
- گیزن ها
- دشواری های رشدی
- برافروختگی و کارند های التهابی
- ژنتیک

### علت های هازه شناختی
- فقر
- جایگاه اجتماعی اقتصادی پایین
- فرهنگ
- عوامل مذهبی
- سواد و تحصیلات